# クルンテープ橋
クルンテープ橋（英語：Krungthep Bridge タイ語：สะพานกรุงเทพ）はタイ王国のバンコクにあるチャオプラヤ川に架かる跳ね橋。チャオプラヤ川に2番目に架かった橋で、1959年に完成した。総距離は626.25m。慢性的な交通渋滞のため、隣にラマ3世橋が架かる。当時の富士車輌により架設された。